# Buckquoy-Spinnwirtel
Der Buckquoy-Spinnwirtel ist ein archäologischer Fund, der 1970 bei Ausgrabungen in Buckquoy, nahe der Gezeiteninsel Brough of Birsay, Mainland, Orkney-Inseln, Schottland, entdeckt wurde. Es handelt sich um einen Spinnwirtel (englisch Spindle whorl) aus Kalkstein, in welchen Ogham-Zeichen eingeritzt sind. Der Fund stammt aus dem 7. bis frühen 9. Jahrhundert n. Chr. Er wird im Orkney Museum in Kirkwall aufbewahrt.

## Beschreibung
Der Spinnwirtel wurde vor der Tür des Hauptraumes des großen piktischen Hauses gefunden. Sein Durchmesser beträgt 36 mm und seine Dicke 10 mm. Er besteht aus cremefarbenem Sandkalkstein, dessen Körner Durchmesser bis zu 0,5 mm aufweisen. Die Ogham-Zeichen sind nicht am Rand des Spinnwirtels angeordnet wie bei den meisten irischen Oghaminschriften üblich, sondern auf einer eingeritzten Stammlinie angebracht. Diese windet sich um das mittige Loch des Wirtels.

## Inschrift
Die Inschrift wurde als Beweis dafür verwendet, dass die Sprache der Pikten nicht indoeuropäisch war. In der Fachwelt wurden die Zeichen sehr unterschiedlich übertragen. So entzifferte z. B. Kenneth Hurlstone Jackson (1909–1991) die Ogham-Zeichen mit (E)TMIQAVSALLC(E/Q). 1995 übertrug die schottische Historikerin Katherine Forsyth die Inschrift und arbeitete heraus, dass es sich bei der Einritzung um einen traditionellen christlichen Segensspruch in altirischer Sprache aus dem 7. bis frühen 9. Jahrhundert n. Chr. handelt. Dieser Segensspruch war in lateinischen Inschriften des mittelalterlichen Irlands allgegenwärtig.

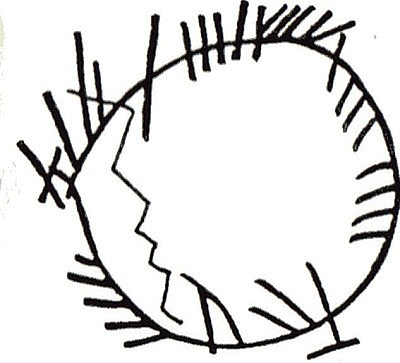
Abzeichnung der Inschrift

Ogham-Schrift gemäß Forsyth (ebenso Übertragung und Übersetzung):
᚛ᚁᚓᚅᚇᚇᚐᚉᚈᚐᚅᚔᚋᚂ᚜
Übertragung:
(B)ENDDACTANIM(L)
Übersetzung:
Benddact anim L
(Ein) Segen (auf die) Seele (von) L.

## Besonderheit
Der Buckquoy-Spinnwirtel gehört zu den bis heute in der Ogham-Fachliteratur nur zwölf erwähnten Kleinfunden, also Funde, bei denen die Ogham-Zeichen nicht in Steinplatten und Steinsäulen (etwa 400), sondern in kleine Objekte (vorwiegend Alltagsgegenstände) eingeritzt sind. Davon wurden vier in Schottland entdeckt, nämlich das Bac-Mhic-Connain-Messer und das Bornais-Knochenplättchen auf den Äußeren Hebriden sowie das Gurness-Messer und der Buckquoy-Spinnwirtel auf den Orkney-Inseln.